# Ernst van Altena
Pour les articles homonymes, voir Altena.
Ernst van Altena, né le 11 décembre 1933 à Amsterdam et mort le 14 juin 1999 à Landsmeer, est un poète, écrivain et traducteur néerlandais, très connu en son pays pour ses traductions de chansons françaises.

## Biographie
Ernst van Altena a grandi en un milieu social-démocrate à Amsterdam, ville qu’il a habitée jusqu'à 1969. Après l’enseignement du premier cycle (terminé en 1950) et des emplois divers (de commis de bureau à assistant-cinéaste), il est devenu auteur de textes publicitaires en 1955. 
Une vie corrigée prévient que la biographie de ses jeunes années telle que présentée par lui-même en environ 25 interviews de presse, est plutôt fantaisiste. Le terme « pseudologie » s’y applique. Ernst van Altena n’a pas débuté professionnellement comme musicien ni comme auteur à l’âge de 15 voire de 13 ans, il n’a suivi que brièvement le lycée du soir, n’était pas musicien de jazz à Paris, n’a jamais parcouru la France ni avec ni sans orchestre et n’a jamais connu personnellement ni Vian, ni Gréco ni Georges Brassens. Il était tout juste clarinettiste de jazz dans des formations amateurs à Amsterdam en 1953-54. 
En réalité, de sa base publicitaire à Amsterdam, Ernst van Altena a rapidement évolué à un auteur polyvalent qui entamait aussi bien des textes de cabaret-radio que des traductions de pièces de théâtre et de la littérature (poésie, romans). Il gagnait la renommée par ses présentations, pendant des dizaines d’années, de poésie et de chansons françaises à la radio et à la télévision néerlandaise.
Pendant un certain temps il était aussi au comité de l'Union des Écrivains Néerlandais, du Fonds pour les Lettres et de diverses structures de défense des intérêts d’écrivains & de traducteurs.

## Poésie
La poésie de Van Altena est à classer en deux catégories :
- la Poésie sous l'influence des Vijftigers (nouvelle vague des années 1950)
- la Poésie érotique (par exemple Jij Goudgepunte lans, toi, lance à la pointe d'or)

## Théâtre
Van Altena a écrit plusieurs textes de théâtre de variétés et de chansons de cabaret mais aussi des traductions en néerlandais d’auteurs classiques tels que Molière.

## Prose
Van Altena a écrit deux romans plutôt autobiographiques (de ses années 1964-67) :
- Eén tussen twee (Un entre deux)
- Een gewone schoft (Un salaud ordinaire)

## Traductions
Van Altena était un traducteur très prolifique, notamment de poésies et de chansons. En 1965, il a reçu le prix d’état Martinus Nijhoff pour sa traduction de l'œuvre de François Villon. Dans cette même période, il a traduit en néerlandais presque tout le répertoire du chanteur belge francophone Jacques Brel. Vers 1967, Brel lui a accordé l'intégralité des droits d’auteur existants et futures sur les traductions de ses chansons par des néerlandais, même si la traduction n’était pas de la plume de van Altena. Plusieurs traducteurs néerlandais (tels que Willem Wilmink, Lennaert Nijgh, Ivo de Wijs, Peer Wittenbols) ont perdu ainsi leurs droits. Ce contrat est considéré comme unique dans l’histoire des droits d’auteur.   
À part Brel, van Altena a traduit nombre d’autres chanteurs tels que Charles Trenet, Gilbert Bécaud, Guy Béart, Anne Sylvestre, Barbara, Pierre Delanoë, Aznavour, Jean Ferrat, Debronckart, Georges Moustaki et surtout Georges Brassens. Selon lui-même quelque 1500 chansons au total. 
Le nombre de romanciers et de poètes français de toutes les époques traduits par lui est élevé : de Lorris et de Meung (Le roman de la rose), Charles d’Orléans, Ronsard, Malherbe, Perrault, Balzac, Hugo, Daudet, Marivaux, Flaubert, Proust, Pierre Louÿs, Jean Giono, Mac Orlan, Aragon, Céline, de Saint-Exupéry, Genet, Jacques Prévert, Boris Vian, Marguerite Duras, Raymond Queneau, Yves Simon, Queffélec et d’autres…  
Il traduisait aussi des auteurs de langue anglaise ou allemande.  
Dans la période 1985-95, son activité a atteint un apogée inexplicable : 150 titres en dix années – tout en déclarant à plusieurs reprises que quatre romans traduits par an était un bon taux, et en repoussant avec véhémence l’idée que « la traduction serait un boulot facile et vite fait »…
En 1997, il reçoit le prix de la traduction littéraire de la Communauté française de Belgique.